# 伊瑟瑞·卡瑪卡威烏歐爾
伊瑟瑞·卡阿諾伊·卡瑪卡威烏歐爾（夏威夷語發音：[kəˌmɐkəˌvivoˈʔole]，1959年5月20日—1997年6月26日）夏威夷語意思是「無畏的眼神、勇敢的面容」，也被稱為Bruddah IZ或簡稱IZ，夏威夷音樂家，夏威夷自治及夏威夷獨立運動者。他是夏威夷第一位獲得白金唱片認證的音樂人，並將他的政治理念以音樂的形式加以實現。
1993年於夏威夷發行的專輯面向未來令他在海外打響了知名度，他所演唱的《Somewhere Over the Rainbow / What a Wonderful World》，是把《彩虹之上》及《多美好的世界啊》這兩首歌曲合併成為一首混合曲，並且改變了歌曲的節奏，以烏克麗麗為主要伴奏樂器，此歌曲也被用於許多電影、電視節目、影集和廣告的配樂。他身高188（6.17英尺），體重343（756英磅），歌聲溫柔帶有濃厚的夏威夷傳統精神，有著「最溫和的巨人」之名。
伊瑟瑞擅於以烏克麗麗和爵士，雷鬼等類型音樂結合，其對夏威夷音樂的影響至今仍存，被許多人視為史上最偉大的夏威夷音樂家，最佳的鄉村歌手之一。

## 早期生活
伊瑟瑞於1959年生於夏威夷檀香山庫亞基尼醫學中心(Kuakini Medical Center)，父母是Henry "Hank" Kaleialoha Naniwa Kamakawiwoʻole Jr.和Evangeline "Angie" Leinani Kamakawiwoʻole。他的叔叔是夏威夷知名音樂家 Moe Keale，對他的音樂之路影響深遠。
伊瑟瑞從小在名叫Kaimuki的小鎮長大，而他11歲時就開始和哥哥Skippy、表弟Allen Thornton一起玩音樂， 接觸了許多夏威夷表演者的作品，包含Peter Moon、Palani Vaughn、Don Ho。夏威夷音樂家Del Beazley 曾回憶第一次聽到伊瑟瑞的音樂是在一場畢業派對，當他開口唱歌，全場讚嘆地安靜下來仔細聆聽。
在1971年時哥哥從軍，1976年表弟搬到美國本土，於是只剩下他一人留在當地。
幾年後因為就讀夏威夷大學希洛分校的向上銜接計畫(UB)，全家搬到馬卡哈。在這裡他遇到了幾位重要的夥伴：Louis Kauakahi、Sam Gray、Jerome Koko，加上他的哥哥Skippy，於1976年組成了傳奇樂團尼豪島的馬卡哈之子(The Mākaha Sons of Niʻihau / The Mākaha Sons)。馬卡哈自然是源自組團的地點，尼豪島則是因為該島是當時禁止外人進入、與觀光絕緣保持原始生活的秘境，對於以傳統夏威夷文化進行創作的團體而言，這裡有這特別的意義。直至今日，尼勞豪島仍保持著相當低限度的現代化，沒有柏油馬路、電話、商店、汽車，供電靠太陽能，出外靠馬車或自行車，生活用品仰賴隔壁島嶼補給。
樂團的創作路線結合了現代與傳統夏威夷風格，其後在夏威夷和美國本土巡迴廣受好評，一共發行了15張成功的專輯。然而伊瑟瑞並不滿足於此，他心中真正的理想是創作忠於夏威夷傳統文化的音樂，以夏威夷傳統為主軸來混合外來的事物。

## 音樂生涯
1982年，他的哥哥Skippy因為肥胖引起的心臟疾病過世，享年28歲。這件事對當時23歲的伊瑟瑞造成相當大的打擊，樂團表演暫停了一段時間。也正是在這段時間，青梅竹馬的馬琳(Marlene)在一旁不斷支持他、鼓勵他走出傷痛，兩人於幾個月後1983年結婚，生下女兒Ceslianne。
樂隊憑藉1984年的Puana Hou Me Ke Aloha及其後續專輯1986年的Ho'ola，分別在1985、1987年獲得夏威夷最佳傳統音樂大獎，也讓尼豪島的馬卡哈之子在三年內兩度成為年度最佳樂團。1990年的Makaha Bash 3除了再次讓他們成為最佳樂團外，還同時獲得了Hokus大獎。這同時也是他們最成功的三張專輯。
1990年，伊瑟瑞發行了他的第一張個人專輯 Ka 'Ano'i，該專輯獲得了夏威夷唱片藝術學院(HARA)頒發的年度最佳當代專輯和年度男歌手獎。
1991年，伊瑟瑞與尼豪島的馬卡哈之子合作最後一張專輯是Hoʻoluana，至今它仍然是該團最暢銷的音樂專輯。樂團在伊瑟瑞單飛後改名馬卡哈之子(The Mākaha Sons)。
1993年，《Facing Future》由山蘋果公司（The Mountain Apple）發行。它收錄了伊瑟瑞最受歡迎的歌曲，包含最知名的混合曲“ Somewhere Over the Rainbow/What a Wonderful World ”（“Over the Rainbow/What a Wonderful World”），以及“Hawai'i 78”、“White Sandy Beach of Hawai'i”、“Maui Hawaiian Sup'pa Man”和“Kaulana Kawaihae”。《Facing Future》在告示牌頂尖流行排行榜上排名第25位。根據美國唱片業協會的數據，2005年10月26日，《Facing Future》成為夏威夷第一張經過認證的白金專輯，在美國銷量超過100萬張。2006年7月21日，BBC Radio 1宣布"Somewhere Over the Rainbow/What a Wonderful World (True Dreams)將在美國發行單曲。
1994年，伊瑟瑞被夏威夷唱片藝術學院（HARA）評為年度最受歡迎藝人。
1996年，他在檀香山的基督教生命之道中心受洗，成為一名基督徒，並在有夏威夷葛萊美獎之稱的Na Hoku Hanohano Award(簡稱Hokus，意為傑出之星)頒獎典禮上大談他的信仰宗教信仰，其後他還錄製了歌曲“Ke Alo O Iesu”（夏威夷語：耶穌的存在）。
1997年，伊瑟瑞再次被夏威夷唱片藝術學院(HARA)頒予Na Hoku Hanohano Award獎項，包含年度男歌手、年度最受歡迎藝人、年度專輯和年度島嶼當代專輯。告示牌 (雜誌)資深樂評人Doug Reece曾驚嘆表示：「在1997年全年52個星期的世界音樂榜上，其中只有7個星期沒有出現伊瑟瑞的名字！」。然而此時他是在病房觀看整個頒獎典禮。

## 逝世
伊瑟瑞終其一生都受肥胖症影響，他的身高1.88公尺，但體重一度達到757磅(約343公斤)，多次因過胖引發問題而住院治療。1997年6月26日凌晨0點18分，由於呼吸衰竭及各種慢性病因素在夏威夷皇后醫學中心去世，享年38歲。
1997年7月10日，夏威夷全境國旗降半旗為他的喪禮表示哀悼。這一天他以夏威夷相思木打造的棺木停放在檀香山的夏威夷州議會大廈，他是史上第三人、也是唯一一位非官員身分獲得這樣的殊榮，估計大約有1萬人在這天參加了他的喪禮。
1997年7月12日，伊瑟瑞的骨灰在馬庫亞海灘(Mākua Beach)外海被灑向太平洋中，工作人員搭乘著傳統木造船隻出海，現場無論陸地、沙灘還是海上都聚集了民眾歡送他，估計有上萬人在場。據現場目擊者表示，當時所有高速公路上的車輛也都按喇叭致意。而喪禮與骨灰灑向大海的畫面也被山蘋果公司收錄在Youtube官方頻道的MV中，截至2021年7月止，觀看次數超過11億次。
1998年及2001年，Big Boy Records分別發行了伊瑟瑞的LIVE「IZ In Concert」和精選輯「Alone in Iz World」。
2003年9月20日，這位傳奇歌手的青銅半身像被豎立在歐胡島的Waianae(座標21.45008°N 158.19092°W)，他的遺孀馬琳和作者雕塑家Jan-Michelle Sawyer出席了揭幕典禮，現場數百人向其致上敬意。

## 支持夏威夷原住民運動
伊瑟瑞畢生以爭取夏威夷原住民權益與夏威夷獨立運動而聞名，但他並非採取社會運動、抗爭的方式，而是透過他的音樂來實現，藉由歌詞直接說明獨立的理由，或透過他的行動傳達理念。例如，在他的歌曲“Hawai'i '78”的歌詞：“這片土地的生命就是人民的生命/而愛護這片土地（malama ʻāina）就是愛護夏威夷文化”，許多人認為這是對他的夏威夷理想的總結。也曾在音樂中表達他的觀點，認為夏威夷旅遊業為自己的原住民同胞強加了二等國民的身分。

## 逸聞

### 對理念毫不妥協的一面
伊瑟瑞的傳記作者Rick Carroll曾回憶：有個晚上當樂團馬卡哈之子在一間夜店表演時，台下一個遊客要求他們演奏英語歌曲“The Hawaiian Wedding Song”，結果伊瑟瑞竟悍然拒絕，堅持改唱夏威夷語的婚禮歌曲“Lei Aloha Lei Makamae”。在單飛後，他也陸續唱了“Living in a Sovereign Land”、“E ala Ē”這些關懷原民主權的歌曲。烏克麗麗在他手中，成為捍衛自己身份認同與土地的武器。
另外一位傳記作者Dan Kois認為他並非態度強硬、無法妥協的人，作為一名代表夏威夷「人民之聲」的名人，伊瑟瑞對夏威夷原住民的奉獻是無庸置疑的。每當他在唱“Hawai'i '78”這首歌時，任何人都能感受到開頭那句夏威夷語的州座右銘是如何真情流露地吟唱出來。但在島外的名聲開始建立起來後，他的製作公司開始不得不顧及市場上的形象，畢竟他已達成了沒有任何夏威夷歌手曾做到的事情——全球商業上的成功。也因此他也說過「只要有心，人人都可以是夏威夷人」之類的話。

### 經典歌曲 Somewhere Over the Rainbow / What a Wonderful World
這首錄製於1988年、打破多項全球銷售記錄的歌曲，儘管從來不會被認為是一首「抗議歌曲」，歌詞中也沒任何關於夏威夷的字眼，但它其實充滿了為原民發聲的線索。
據當時的錄音師Milan Bertosa在2011年採訪中的回憶，這是一個不請自來的奇妙邂逅。
凌晨3點左右，他接到一名伊瑟瑞友人的來電，要求一定要此時進來錄一首歌，當時他正打算關門，於是告知對方如果15分鐘內能過來，他就接這案子。不久之後，他看到「一棟房子拿著一把烏克麗麗」來到錄音室。「我看到一生中見過最巨大的人正在我眼前走路！」，那時候伊瑟瑞大概有500磅(約227公斤)。
眼前第一件事是找個東西讓他坐，於是現場維安人員找到一把能夠讓他坐下的大鐵椅、並把設備架設好後，他一聲令下「開始！」，只聽到那巨漢對著麥克風輕輕地說：「OK，這首是獻給Gabby」（Kay, dis one’s for Gabby），然後開始撥弦，低吟那經典的開場「嗚～嗚～」，整首沒有間斷，一氣呵成，一次錄完。
那句往往為人忽略的開頭口白，獻給的就是之前提到的已故夏威夷文藝復興舵手Gabby Pahinui，這是第一個線索。曾來台訪問的民族音樂學家Ricardo Trimillos更進一步點出，伊瑟瑞整首的唱法，包括開頭的「嗚～」與結尾的即興呼喊，處處在向傳統夏威夷歌謠致敬，尤其是“Someday I'll wish upon a star”那句，一節節高上去，與伴隨hula舞的傳統kahiko吟頌暗合。充分展現出夏威夷原住民將外來事物融合變通為己用，讓這首歌不僅僅只是一個「翻唱」的作品，也讓它超脫了夏威夷的框架而不失太平洋的精神，更昭示了當hula等傳統技藝被西方拿來娛樂觀光客時，原住民也有能力反向操弄西方的經典。

### 代表夏威夷之聲
2010年12月6日，美國全國公共廣播電台在50個偉大聲音（50 Great Voices）企劃中將伊瑟瑞命名為夏威夷之聲。

### 德國回聲音樂獎的殊榮
2011年3月24日，伊瑟瑞榮獲德國回聲音樂獎(Echo)年度單曲獎項，由知名音樂製作人Wolfgang Boss和Jon de Mello 代為受獎。
Wolfgang Boss於2010年買下了《彩虹之上》歐洲單曲發行權，在 2010 年底連續四個月在德國排行榜上名列前茅。2011年初，銷量超過80萬張，成為2010年銷量最高的單曲，也是當時德國下載次數最多的歌曲。
Jon de Mello 是夏威夷山蘋果公司的創辦人，也是伊瑟瑞多張專輯的製作人。

### 皮克斯動畫工作室的創意來源
2014年上映的皮克斯動畫工作室火山戀曲導演詹姆士‧福特‧墨菲承認：動畫有部分靈感來自於伊瑟瑞的音樂與他翻唱的《彩虹之上》，其中一座火山設計更是與伊瑟瑞的臉極其相似。

### Google為其創作的慶生作品
2020年5月20日，Google塗鴉製作了一個頁面慶祝伊瑟瑞的61歲生日。內容包含他的生平、音樂創作和對夏威夷帶來的影響，其中包含一段長達2分鐘的動畫，以《彩虹之上》為背景音樂搭配夏威夷影像。